# Харковска област
Харковска област (на украински: Харківська область) е една от 24-те области на Украйна. Площ 31 418 km² (4-то място по големина в Украйна, 5,21% от нейната площ). Население на 1 януари 2018 г. 2 663 259 души (4-то място по население в Украйна, 6,02% от нейното население). Административен център град Харков. Разстояние от Киев до Харков 491 km

## Историческа справка
Първите селища официално признати за градове на територията на съвременната Харковска област са през 17-и и 18 век:
- 1639 г. – Изюм
- 1650 г. – Харков (има сведения, че селището е основано в периода 1620 – 1629 г.)
- 1681 г. – Богодухов
- 1779 г. – Купянск (първите исторически сведения са от 1685 г.)
- 1780 г. – Волчанск, Чугуев и Валки (последните два, през 1938 г. вторично са признати за градове от селища от градски тип)
- 1797 г. – Красноград (през 1731 г. е основано военно укрепление) и Змиив (основан през 1604 г., през 1948 г. вторично е признат за град, от 1976 до 2016 г. се нарича Готвалдов)

Седем селища са признати за градове по време на съветската власт, а най-младият град Первомайски е утвърден през 1991 г. след като Украйна става независима държава. От XVII век областта е в границите на Слободска Украйна. Харковска област е образувана на 27 февруари 1932 г. и е една от първите пет области в бившата Украинска ССР. На 22 септември 1937 от западните райони на областта е образувана Полтавска област, а на 10 януари 1939 г. от северозападните райони – Сумска област, след което Харковска област добива съвременните си очертания.

## Географска характеристика
Харковска област е разположена североизточната част на Украйна. На север граничи с Русия, на изток – с Луганска област, на югоизток – с Донецка област, на юг – с Днепропетровска област, на запад – с Полтавска област и на северозапад – със Сумска област. В тези си граници заема площ от 31 418 km² (4-то място по големина в Украйна, 5,21% от нейната площ). Дължина от запад на изток 220 km, ширина от север на юг 210 km.
Харковска област е разположена на границата между степната и лесостепната област, като повърхността ѝ представлява хълмиста равнина, дълбоко разчленена от речни долини, образи и суходолия. В най-южната ѝ част навлизат крайните северозападни разклонения на Донецкото възвишение, а в най-северните – южните разклонения на Средноруското възвишение и тук в близост до границата с Русия се намира максималната ѝ височина 236 m (50°19′26″ с. ш. 35°47′10″ и. д. / 50.323889° с. ш. 35.786111° и. д., на 2 km северозападно от село Лютивка в Золочевски район).
Климатът е умерено континентален със сравнително умерено студена зима и умерено горещо лято. Средна януарска температура от -7,2 °C до -8,4 °C, средна юлска от 20 °C до 21,4 °C. Годишната сума на валежите варира от 457 mm на изток до 536 mm на юг, с максимум през летния период.
Западните и югозападните райони на областта попадат във водосборния басейн на река Днепър, а останалите около 2/3 от територията ѝ във водосборния басейн на река Северски Донец (десен приток на Дон). Основните притоци на Северски Донец са: Оскол, Уда, Мжа, Берека, Балаклейка, Волча и Велики Бурлук. Има няколко по-големи езера: Лиман, Боровое, Чайка, Лебяже и др. Създадени са две големи водохранилища – Печенежко (380 млн.m³) на река Северски Донец и Красноосколско (480 млн.m³) на река Оскол, водите на които се използват за битово и промишлено водоснабдяване и напояване. Освен това са изградени около 1150 микроязовири, водите на които се използват основно за напояване.
В областта преобладават черноземните почви, а по долините на реките – ливадно-подзолисти, ливадно-черноземни, блатни и др. Горите и храстите заемат 9,2% от територията на областта, като основните горски масиви са в северозападните части. Най-разпространените дървесни видове са дъб, клен, липа, върба, дива круша и има няколко масива заети от борови гори. Животинският свят е представен от вълк, лисица, язовец, пор, заек, лос, елен, дива свиня, сърна, лалугер, полска мишка, таралеж, а птичият – от белоопашат орел, мишелов, блатар, сова, дива гъска, пъдпъдък, сива чапла, щъркел и др. Реките и водоемите са богати на различни видове риба.

## Население
На 1 януари 2018 г. населението на Харковска област област е наброявало 2 663 259 души (6,02% от населението на Украйна). Гъстота 84,77 души/km². Градско население 80,89%. Етнически състав: украинци 70,7%, руснаци 25,6%, беларуси 0,5%, евреи 0,4%, азербайджанци 0,2%, грузинци 0,2% и др.

## Административно-териториално деление
В административно-териториално отношение Харковска област се дели на 7 областни градски окръга, 27 административни района, 17 града, в т.ч. 7 града с областно подчинение и 10 града с районно подчинение, 61 селища от градски тип и 9 градски района (в град Харков).
| Административна единица | Площ (km²) | Население (2017 г.) | Административен център | Население (2017 г.) | Разстояние до Харков (в km) | Други градове и сгт с районно подчинение |
| ----------------------- | ---------- | ------------------- | ---------------------- | ------------------- | --------------------------- | --- |
| Областен градски окръг  |            |                     |                        |                     |                             | |
| 1. Изюм                 | 44         | 47 231              | гр. Изюм               | 44 231              | 127                         | |
| 2. Купянск              | 34         | 62 705              | гр. Купянск            | 28 216              | 116                         | Ковшаровка, Купянск-Узловой |
| 3. Лозова               | 64         | 73 707              | гр. Лозова             | 55 827              | 144                         | Панютино |
| 4. Люботин              | 102        | 26 805              | гр. Люботин            | 20 887              | 32                          | |
| 5. Первомайски          | 31         | 33 319              | гр. Первомайски        | 29 513              | 86                          | |
| 6. Харков               | 350        | 1 446 107           | гр. Харков             | 1 446 107           | -                           | |
| 7. Чугуев               | 135        | 37 348              | гр. Чугуев             | 37 348              | 38                          | |
| Административен район   |            |                     |                        |                     |                             | |
| 1. Балаклейски          | 1987       | 81 055              | гр. Балаклея           | 27 637              | 95                          | Авдреевка, Донец, Савинци |
| 2. Барвенковски         | 1365       | 21 057              | гр. Барвенково         | 8660                | 170                         | |
| 3. Близнюковски         | 1380       | 18 800              | сгт Близнюки           | 3687                | 162                         | |
| 4. Богодуховски         | 1160       | 38 584              | гр. Богодухов          | 15 339              | 58                          | Гути, Шаровка |
| 5. Боровски             | 876        | 16 751              | сгт Боровая            | 5498                | 165                         | |
| 6. Валковски            | 1011       | 31 654              | гр. Валки              | 8970                | 54                          | Ковяги, Стари Мерчик |
| 7. Великобурлукски      | 1221       | 22 201              | сгт Велики Бурлук      | 3856                | 108                         | Приколотное |
| 8. Волчански            | 1889       | 46 166              | гр. Волчанск           | 18 323              | 72                          | Бели Колодез, Вилча, Стари Салтов |
| 9. Двуреченски          | 1112       | 17 493              | сгт Двуречная          | 3599                | 131                         | |
| 10. Дергачевски         | 900        | 94 574              | гр. Дергачи            | 17 896              | 18                          | Казачая Лопан, Малая Даниловка, Олшани, Пересечное, Прудянка, Слатино, Солоницевка                                                                            |
| 11. Зачепиловски        | 794        | 15 161              | сгт Зачепиловка        | 3541                | 130                         | |
| 12. Змиивски            | 1366       | 71 304              | гр. Змиив              | 14 432              | 40                          | Зидки, Слобожанское |
| 13. Золочевски          | 969        | 26 120              | сгт Золочев            | 8425                | 41                          | |
| 14. Изюмски             | 1553       | 17 029              | гр. Изюм               |                     | 127                         | |
| 15. Кегичовски          | 782        | 20 977              | сгт Кегичовка          | 5928                | 110                         | Слобожанское |
| 16. Коломакски          | 330        | 6992                | сгт Коломак            | 2828                | 86                          | |
| 17. Красноградски       | 985        | 44 086              | гр. Красноград         | 20 450              | 105                         | |
| 18. Краснокутски        | 1041       | 27 819              | сгт Краснокутск        | 7455                | 95                          | Константиновка |
| 19. Купянски            | 1280       | 24 352              | гр. Купянск            |                     | 116                         | |
| 20. Лозовски            | 1404       | 28 715              | гр. Лозова             |                     | 144                         | Краснопавловка, Орелка |
| 21. Нововодолажки       | 1183       | 32 548              | сгт Новая Водолага     | 10 986              | 53                          | Борки |
| 22. Первомайски         | 1225       | 15 660              | гр. Первомайски        |                     | 86                          | |
| 23. Печенежки           | 468        | 9904                | сгт Печенеги           | 5200                | 59                          | |
| 24. Сахновщински        | 1170       | 20 973              | сгт Сахновщина         | 7201                | 153                         | |
| 25. Харковски           | 1403       | 178 602             | гр. Харков             |                     | -                           | гр. Мерефа, гр. Пивденное, Бабаи, Безлюдовка, Березовка, Буди, Васишчово, Високи, Коротич, Кулиничи, Манченки, Песочин, Покотиловка, Роган, Утковка, Хорошево |
| 26. Чугуевски           | 1149       | 46 508              | гр. Чугуев             |                     | 38                          | Веденка, Есхар, Кочеток, Малиновка, Новопокровка, Чкаловское                                                                                                  |
| 27. Шевченковски        | 977        | 20 325              | сгт Шевченково         | 6875                | 80                          | |